# Indadvendte brystvorter
Indadvendte brystvorter (Inverterede papiller) betegner brystvorter der vender indad mod brystet i stedet for det sædvanlige ud ad. Indadvendte brystvorter er arvelige og skyldes manglende muskelfibre omkring brystvorten. I nogle tilfælde vil brystvorten midlertidigt stikke ud hvis den bliver erigeret som følge af f.eks. stimulation eller kulde, men i andre tilfælde vil den forblive dækket af brystet. Både mænd og kvinder kan have indadvendte brystvorter. Nogle gange er det kun den ene brystvorte der er indadvendt.
Hvis en kvinde der før har haft udstående brystvorter pludselig udvikler indadvendte brystvorter, kan det være et tegn på en godartet svulst eller på brystkræft og kvinden bør straks søge læge.

## Graviditet og amning
Graviditet og amning kan i nogle tilfælde få kvinder med indadvendte brystvorter til at udvikle udadvendte brystvorter, enten temporært eller permanent. I andre tilfælde vil brystvorten begrave sig dybere i brystet i takt med at brystet vokser. Indadvendte brystvorter kan besværliggøre men bør ikke være en hindring for at en kunne amme. Babyen sørger enten selv for at suge brystvorten ud eller lærer at suge sig fast til areola i stedet for brystvorten og de fleste kvinder med indadvendte brystvorter vil være fuldt ud i stand til at amme. Brug af ammebrik kan også hjælp med til at gøre amningen lettere. Kvinder med indadvendte brystvorter kan i den første tid opleve amningen noget mere smertefuld, da babyen suger brystvorten ud.
Indadvendte brystvorter kan forsøges gjort udadvendte gennem regelmæssig massage af brystvorten over en længere periode. De kan også forvandles til udadvendte ved en kosmetisk operation. Denne operation kan dog permanent ødelægge kvindens evne til at amme. En piercing igennem en udtrukket indadvendt brystvorte kan også forhindre den i at trække sig ind i brystet igen. Også denne metode kan have en negativ indflydelse på evnen til at amme. Generelt anbefaler læger ikke længere at brystvorten forsøges trukket ud på den ene eller anden måde, da det kan med hjælpe til at besværliggøre amning.